# Alex Izykowski
Alex Izykowski (Bay City, 26 gennaio 1984) è un ex pattinatore di short track statunitense.

## Palmarès

### Olimpiadi
- 1 medaglia:
  - 1 bronzo (5000 m staffetta a Torino 2006)